# Region kościelny Liguria
Region kościelny Liguria – jeden z szesnastu regionów kościelnych, na które dzieli się Kościół katolicki we Włoszech. Obejmuje swym zasięgiem świecki region Liguria oraz częściowo regiony Piemont, Lombardia i Emilia-Romagna.

## Podział
- Archidiecezja Genui
  - Diecezja Albenga-Imperia
  - Diecezja Chiavari
  - Diecezja La Spezia-Sarzana-Brugnato
  - Diecezja Savona-Noli
  - Diecezja Tortony
  - Diecezja Ventimiglia-San Remo

## Dane statystyczne
Powierzchnia w km²: 6.851

Liczba mieszkańców: 1.923.183

Liczba parafii: 1.251

Liczba księży diecezjalnych: 916

Liczba księży zakonnych: 537

Liczba diakonów stałych: 121

## Konferencja Episkopatu Ligurii
- Przewodniczący: abp Marco Tasca – arcybiskup Genui
- Wiceprzewodniczący: bp Luigi Ernesto Palletti – biskup La Spezia-Sarzana-Brugnato
- Sekretarz generalny: ks Marco Doldi – wikariusz generalny Genui